# Заречье (Репьёвский район)
Заречье — хутор в Репьёвском районе Воронежской области Российской Федерации.
Входит в состав Скорицкого сельского поселения.

## История
Название хутор получил по месту расположения — за рекой. Был основан хутор коммунарами в 1927—1928 годах. Первоначально в нём были 30 дворов, 400 га пашни и 60 га лугов. На хуторе имелась начальная школа. Жил здесь в основном бедняки, что подтверждается отсутствием раскулаченных в 1930-е годы.

## География
Расположен примерно на одинаковом расстоянии в 3 км от Усть-Муравлянки и Богословки (Белгородская область).
На хуторе имеется одна улица — Заречная.

## Население
| 2010 |
| ---- |
| 23   |